# Tetrafluoroborato

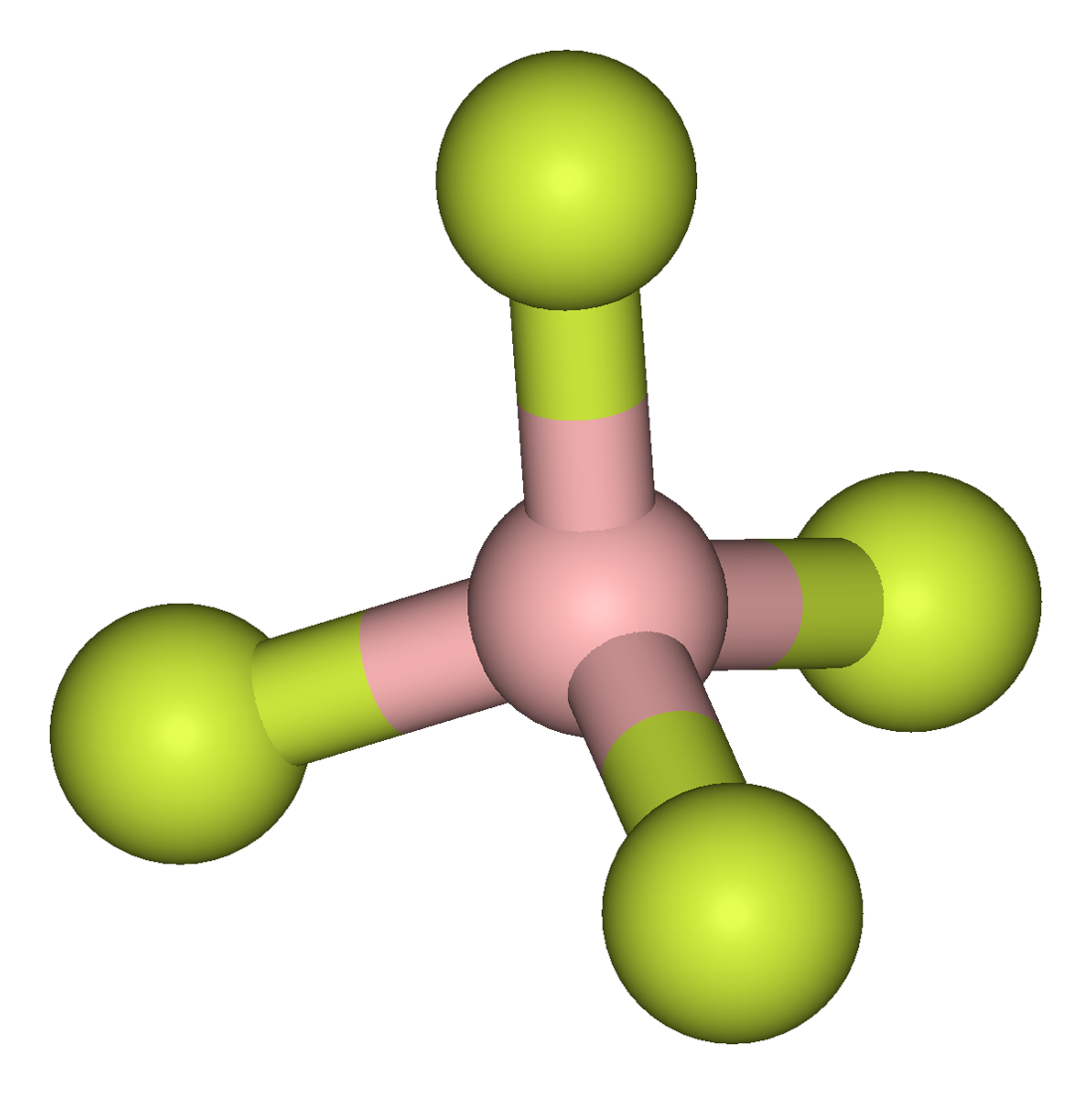
La estructura del anión tetrafluoroborato, BF4^-

El tetrafluoroborato es el anión {\displaystyle {\ce {BF4^-}}}. Esta especie tetraédrica es isoelectrónica con el tetrafluoroberilato ( {\displaystyle {\ce {BeF4^2-}}}), el tetrafluorometano ({\displaystyle {\ce {CF4}}}) y el tetrafluoroamonio ({\displaystyle {\ce {NF4^+}}}) y es isoelectrónico en valencia con muchas especies estables e importantes, incluido el anión perclorato, {\displaystyle {\ce {ClO4^-}}}, que se utiliza de forma similar en el laboratorio. Surge por la reacción de sales de fluoruro con el ácido de Lewis trifluoruro de boro ({\displaystyle {\ce {BF3}}}), el tratamiento del ácido tetrafluorobórico con una base, o por el tratamiento del ácido bórico con ácido fluorhídrico.

## Como anión en química inorgánica y orgánica
La popularización del {\displaystyle {\ce {BF4^-}}} ha hecho que disminuya el uso de {\displaystyle {\ce {ClO4^-}}} en el laboratorio como anión de coordinación débil. Con compuestos orgánicos, especialmente derivados de aminas, el {\displaystyle {\ce {ClO4^-}}} forma derivados potencialmente explosivos. Entre las desventajas del {\displaystyle {\ce {BF4^-}}} se encuentra que es ligeramente sensible a la hidrólisis y a la descomposición por pérdida del ligando fluoruro, mientras que el {\displaystyle {\ce {ClO4^-}}} no sufre estos problemas. Sin embargo, las consideraciones de seguridad eclipsan este inconveniente. Con un peso de fórmula de 86,8, el {\displaystyle {\ce {BF4^-}}} es también convenientemente el anión de coordinación débil más pequeño desde el punto de vista del peso equivalente, lo que a menudo lo convierte en el anión de elección para preparar reactivos catiónicos o catalizadores para su uso en síntesis, en ausencia de otras diferencias sustanciales en factores químicos o físicos.
El anión {\displaystyle {\ce {BF4^-}}} es menos nucleófilo y básico (y, por tanto, de coordinación más débil) que los nitratos, los haluros o incluso los triflatos. Así, cuando se utilizan sales de {\displaystyle {\ce {BF4^-}}}, normalmente se puede suponer que el catión es el agente reactivo y que este anión tetraédrico es inerte. {\displaystyle {\ce {BF4^-}}} debe su inercia a dos factores: (i) es simétrico, de modo que la carga negativa se distribuye por igual entre cuatro átomos, y (ii) está compuesto por átomos de flúor altamente electronegativos, que disminuyen la basicidad del anión. Además de la naturaleza débilmente coordinante del anión, las sales de {\displaystyle {\ce {BF4^-}}} suelen ser más solubles en disolventes orgánicos (lipofílicas) que las sales de nitrato o haluro relacionadas. Relacionados con el {\displaystyle {\ce {BF4^-}}} están el hexafluorofosfato, {\displaystyle {\ce {PF6^-}}}, y el hexafluoroantimonato, {\displaystyle {\ce {SbF6^-}}}, ambos aún más estables frente a la hidrólisis y otras reacciones químicas y cuyas sales tienden a ser más lipofílicas.
Un ejemplo de sal de fluoroborato es {\displaystyle {\ce {[Ni(CH3CH2OH)6](BF4)2}}}, un complejo octaédrico cinéticamente lábil que se utiliza como fuente de {\displaystyle {\ce {Ni^2+}}}.
Los cationes extremadamente reactivos, como los derivados del {\displaystyle {\ce {Ti}}},{\displaystyle {\ce {Zr}}}, {\displaystyle {\ce {Hf}}} y {\displaystyle {\ce {Si}}}, de hecho abstraen fluoruro del {\displaystyle {\ce {BF4^-}}}, por lo que en estos casos el {\displaystyle {\ce {BF4^-}}} no es un anión "inocente" y deben emplearse aniones menos coordinantes (por ejemplo, {\displaystyle {\ce {SbF6^-}}}, {\displaystyle {\ce {BARF-}}} o   {\displaystyle {\ce {[Al((CF3)3CO)4]-}}}). Además, en otros casos de complejos ostensiblemente "catiónicos", el átomo de flúor actúa de hecho como ligando puente entre el boro y el centro catiónico. Por ejemplo, se descubrió cristalográficamente que el complejo de oro [μ-(DTBM-SEGPHOS)(Au-BF4)2] contiene dos puentes Au-F-B.
A pesar de la baja reactividad del anión tetrafluoroborato en general, el {\displaystyle {\ce {BF4^-}}} sirve como fuente de flúor para entregar un equivalente de flúor a especies carbocatiónicas altamente electrófilas para generar enlaces carbono-flúor. La reacción de Balz-Schiemann para la síntesis de fluoruros de arilo es el ejemplo más conocido de este tipo de reacción. Se ha informado de que los aductos de éter y halopiridina del {\displaystyle {\ce {HBF4}}} son reactivos eficaces para la hidrofluoración de alquinos.
Los fluoroboratos de metales pesados y de transición se producen de la misma manera que otras sales de fluoroborato; las respectivas sales metálicas se añaden a los ácidos bórico e fluorhídrico reaccionados. Los fluoroboratos de estaño, plomo, cobre y níquel se preparan mediante electrólisis de estos metales en una solución que contiene {\displaystyle {\ce {HBF4}}}. 

## Ejemplos de sales
El fluoroborato de potasio se obtiene tratando el carbonato de potasio con ácido bórico y ácido fluorhídrico.
   {\displaystyle {\ce {B(OH)3 + 4 HF}}} → {\displaystyle {\ce {HBF4 + 3 H2O}}}
  {\displaystyle {\ce {2 HBF4 + K2CO3}}} → {\displaystyle {\ce {2 KBF4 + H2CO3}}}
Los fluoroboratos de metales alcalinos y los iones de amonio cristalizan como hidratos solubles en agua, a excepción del potasio, el rubidio y el cesio. 
El fluoroborato se utiliza a menudo para aislar cationes altamente electrófilos. Algunos ejemplos son:
- Protón solvatado ({\displaystyle {\ce {H+}}} (solv.), ácido fluorobórico), incluyendo {\displaystyle {\ce {H+-(H2O)n}}} ("hidronio"), {\displaystyle {\ce {H+-(Et2O)n}}}
- Compuestos de diazonio{\displaystyle {\ce {(ArN+2)}}}.
- Los reactivos de Meerwein, como el{\displaystyle {\ce {OEt+3}}}, los agentes alquilantes comerciales más potentes.
- {\displaystyle {\ce {NO+}}}, agente oxidante de un electrón y reactivo de nitrosilación.
- {\displaystyle {\ce {NO2+}}}, un reactivo de nitración.
- Ferrocenio, {\displaystyle {\ce {Fe(C5H5)+2}}} y otros metalocenos catiónicos.
- Selectfluor, un agente de fluoración, y otras fuentes de flúor {\displaystyle {\ce {N-F}}} electrofílicas.
- Especies de bromonio y yodonio, incluyendo py2X+ (X = Br; X = I: reactivo de Barluenga) y Ar2I+ (sales de diariliodonio).
- El tetrafluoroborato de plata y el tetrafluoroborato de talio[5] son convenientes agentes abstractores de haluros (aunque la sal de talio es muy tóxica). La mayoría de los demás tetrafluoroboratos de metales de transición sólo existen como solvatos de agua, alcoholes, éteres o nitrilos.
- Complejos de nitrilo de metales de transición, por ejemplo {\displaystyle {\ce {[Cu(NCMe)4]BF4}}}.
- La empresa Doe Run utiliza un ciclo electroquímico con tetrafluoroborato férrico para sustituir la fundición térmica de minerales de sulfuro de plomo.
- Las sales de imidazol y formamidinio, líquidos iónicos y precursores de carbenos estables, suelen aislarse como tetrafluoroboratos.